# 京衢高速动车组列车
京衢高速动车组列车是中国铁路运行于首都北京市北京南站至浙江省衢州市下属江山市江山站的高速动车组列车，自2014年12月10日起开行。列车客运乘务由上海局集团杭州客运段高铁一队担当，途经北京市、河北省、天津市、山东省、江苏省、安徽省、浙江省五省两市。其中北京南站至江山站运行8小时8分，使用车次为G191次；江山站至北京南站运行7小时40分，使用车次为G178次。

## 历史
2014年12月10日，配合沪昆高速铁路江山站开通，新增北京南~江山G45/46次列车。
2021年6月25日，配合京沪高铁运行图重排，本对列车车次调整为G191/178次。

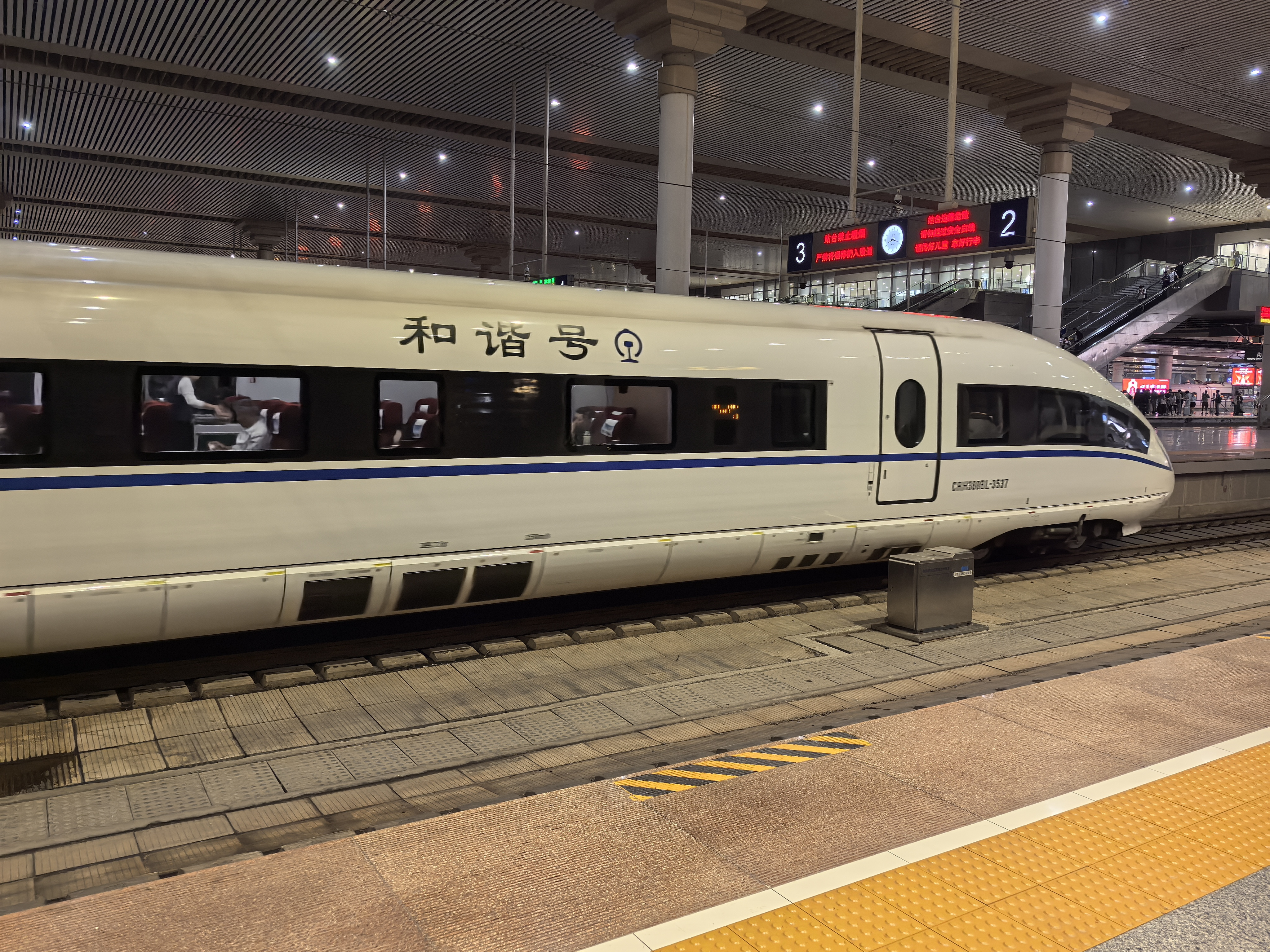
G191次列车驶离南京南站

## 使用列车
G191/178次列车使用配属上海局集团杭州艮山门动车运用所的CRH380BL。

## 车体交路
出库→杭州东开0G175次至诸暨→诸暨开G176次至北京南→北京南开G191次至江山→江山站过夜→江山开G178次至北京南→北京南开G193次至杭州东→回库